# Inhibidor de la tirosina quinasa

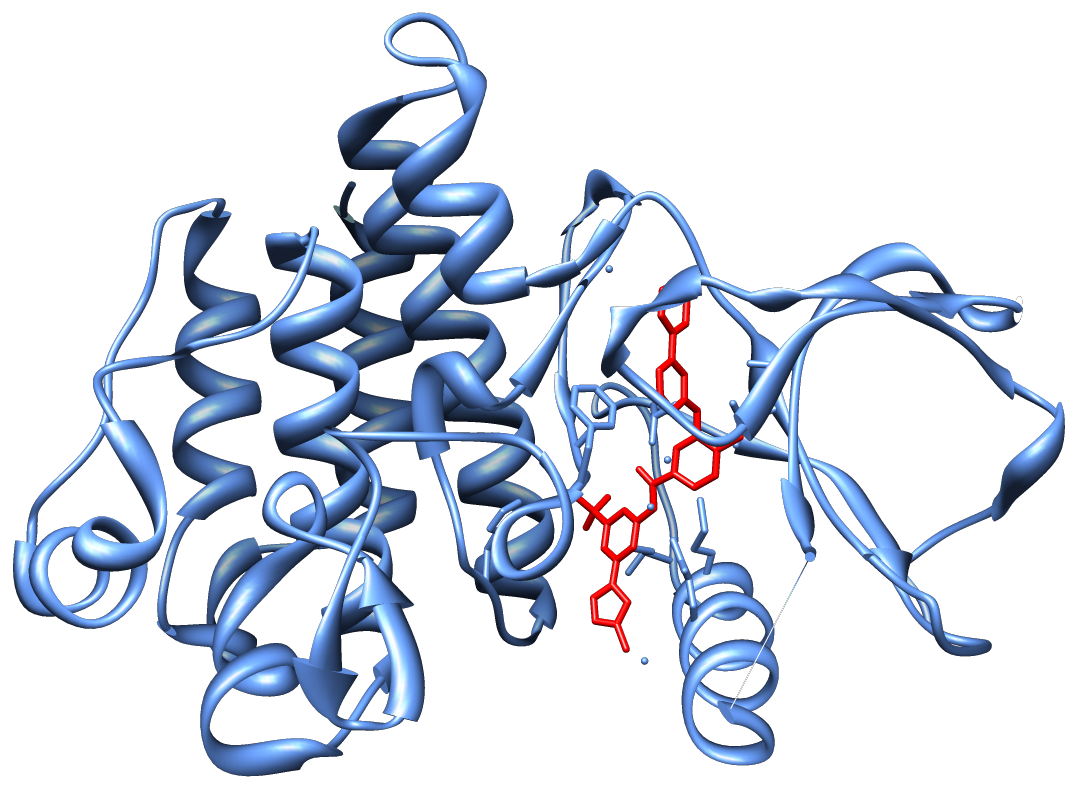
Estructura cristal·lina de l'inhibidor de la tirosina-quinasa BCR-ABL de segona generació nilotinib (vermell) en complex amb un domini Abl quinasa (blau). El nilotinib s'utilitza per tractar la leucèmia mieloide crònica (LMC), una malaltia hematològica maligna.

Un inhibidor de la tirosina quinasa (TKI) és un medicament farmacèutic que inhibeix les tirosina-cinasa. Les tirosina cinases són enzims responsables de l'activació de moltes proteïnes mitjançant cascades de transducció de senyals. Les proteïnes s'activen afegint un grup fosfat a la proteïna (fosforilació), un pas que inhibeixen els TKI. Els TKI s'utilitzen normalment com a fàrmacs anticancerosos. Per exemple, han millorat substancialment els resultats en la leucèmia mieloide crònica. També s'han utilitzat per tractar altres malalties, com la fibrosi pulmonar idiopàtica.
També s'anomenen tirfostines, el nom curt d'«inhibidor de la fosforilació de la tirosina», encunyat originalment en una publicació de 1988, que va ser la primera descripció de compostos que inhibeixen l'activitat catalítica del receptor del factor de creixement epidèrmic (EGFR).
L'estudi de 1988 va ser la primera demostració d'una recerca i descoberta sistemàtica d'inhibidors de pes molecular petit de la fosforilació de la tirosina, que no inhibeixen les proteïnes-cinases que fosforilen residus de serina o treonina i poden discriminar entre els dominis de la cinasa de l'EGFR i el del receptor d'insulina. A més, es va demostrar que, malgrat la conservació dels dominis de la tirosina-cinasa, es pot dissenyar i sintetitzar tirfostines que discriminen fins i tot entre proteïnes tirosina-cinases molt relacionades, com ara l'EGFR i el seu parent proper l'HER2.

## Desenvolupament de fàrmacs
Els creadors d'aquests compostos han generat nombrosos TKI dirigits a diverses tirosina-cinases i s'han demostrat que són agents antitumorals i agents antileucèmics efectius. A partir d'aquest treball, l'imatinib es va desenvolupar contra la leucèmia mieloide crònica (LMC) i més tard el gefitinib i l'erlotinib amb l'objectiu del receptor EGF. Dasatinib és un inhibidor de la tirosina cinasa Src que és eficaç tant com a senilític i com a teràpia per a l'LMC.
Sunitinib, un inhibidor dels receptors de FGF, PDGF i FCEV també es basa en els primers estudis sobre TKI dirigits als receptors de VEGF.
L'adavosertib és un inhibidor de la cinasa Wee1 que s'està sotmetent a nombrosos assaigs clínics en el tractament de tumors sòlids refractaris. Tanmateix, s'han produït toxicitats com la mielosupressió, la diarrea i la taquiarrítmia supraventricular mentre s'intenta determinar la toxicitat i l'eficàcia del fàrmac.
Lapatinib, aprovat per l'FDA per al tractament conjuntament amb la quimioteràpia o la teràpia hormonal, també s'està sotmetent a assaigs clínics en el tractament de càncers de mama que sobreexpressen HER2, ja que es suggereix que la teràpia intermitent de dosis altes podria tenir una millor eficàcia amb una toxicitat manejable que la dosi contínua estàndard. Un assaig clínic de fase I va trobar respostes dramàtiques a aquesta línia de tractament, essent la toxicitat més comuna la diarrea.

## Mecanismes
Els TKI operen per quatre mecanismes diferents: poden competir amb el trifosfat d'adenosina (ATP), l'entitat fosforilant, el substrat o ambdós poden actuar de manera al·lostèrica, és a dir, unir-se a un lloc fora del lloc actiu, afectant la seva activitat per un canvi conformacional. Recentment, s'ha demostrat que els TKI priven a les tirosina-cinases de l'accés al sistema de xaperones moleculars Cdc37-Hsp90 del qual depenen per a la seva estabilitat cel·lular, donant lloc a la seva ubiquitilació i degradació. La teràpia de transducció de senyal també es pot utilitzar per a malalties proliferatives no cancerígenes i per a condicions inflamatòries. Un exemple és el nintedanib per al tractament de la fibrosi pulmonar idiopàtica.